# Khongoryn Els

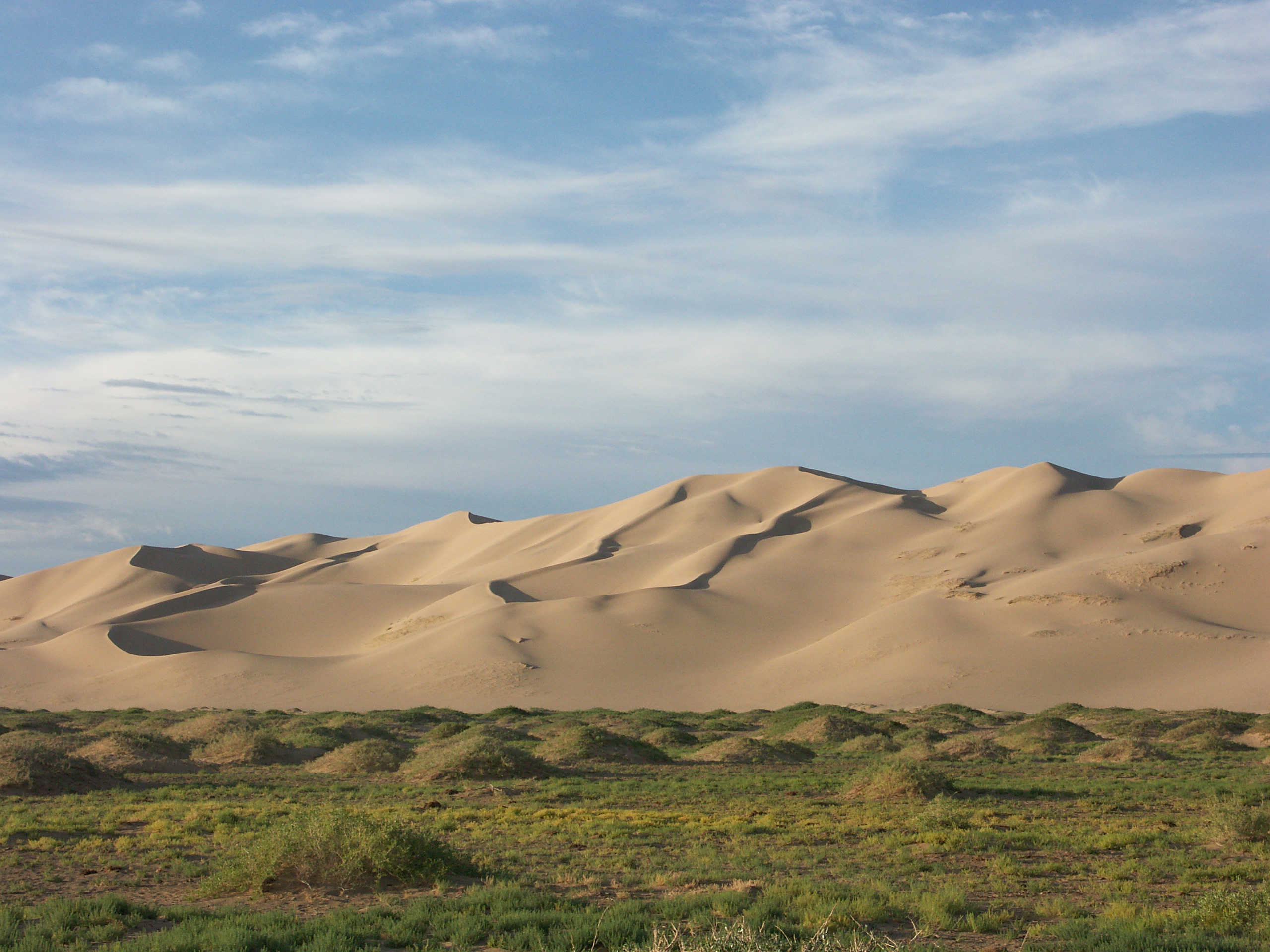
Zandduinen Khongoryn Els

Khongoryn Els, ook genoemd Duut Mankhan, staan bekend als de "zingende duinen". Ze zijn gelegen in het Nationaal Park Govĭ Gurvan Sajhan in de aan China grenzende provincie Ömnögovĭ in Mongolië. De duinen beslaan een gebied van 965 km².

## Locatie
De duinen, die zich uitstrekken tot aan de voet van het Altajgebergte, liggen op ongeveer 150 km afstand van Dalanzadgad. De afstand via woestijnwegen tot Bogd in de provincie Övörhangaj in het noorden bedraagt 130 km; naar Bajanlig in het noordwesten is het 215 km.

## Kenmerken
Mongolië heeft drie typen woestijn, en sommige hebben genoeg gras om vee te laten grazen, maar de Khongoryn Els, in het zuiden van de Gobiwoestijn heeft vrijwel geen vegetatie. Het is een lange strook zandduinen van 6-12 km breed en bijna 180 km lang, met hoogten van 80 meter en onder omstandigheden tot maximaal 300 meter. Ze vertonen gelijkenis met de duinen van Egypte. De duinen veranderen door de wind voortdurend van vorm en vertonen geel tot witte kleuren afhankelijk van de lichtintensiteit.
Als het zand door de wind wordt verplaatst, of als een lawine omlaagglijdt, veroorzaken de langs elkaar wrijvende zandkorrels een duidelijk hoorbaar geluid. De grootste duinen worden aangetroffen in het noordwestelijk uiteinde van de zone.
Langs de noordelijke rand van de duinen stroomt een riviertje, de Khongoryn Gol, waar groene graslanden voorkomen. De rivier wordt gevoed door ondergrondse stromen vanaf de omringende bergen. De nomadische bevolking laat er hun kamelen en paarden grazen. Tot de waargenomen wilde diersoorten behoren de steppevos, rode vos, sakervalk, steppehoen en saxaulmus.